# جيسون إيهم
جيسون إيهم فيزيائي كوري جنوبي وأستاذ في كلية الفيزياء بجامعة سيول الوطنية في سيول ، كوريا الجنوبية. 

## التعليم
- بكالوريوس في الفيزياء من جامعة سيول الوطنية
- ماجستير في الفيزياء من جامعة كاليفورنيا في بيركلي
- دكتوراه في الفيزياء من جامعة كاليفورنيا في بيركلي